# Thomas Cavalier-Smith
Thomas (Tom) Cavalier-Smith (født 21. oktober 1942, død 19. marts 2021) var en forsker og professor ved afdelingen for zoologi ved University of Oxford, der er mest kendt for sit arbejde fra 1980 med at klassificere Eukaryoterne på overordnet niveau, dvs. hvorledes dyr, planter, svampe, alger, amøber m.v. grupperes i riger o.lign.